# Achumawi jezik
Achumawi jezik (ISO 639-3: acv; achomawi), indiajnski jezik skupine palaihnihan kojim govore istoimeni Indijanci Achumawi ili Achomawi s rijeke Pitt River u sjeveroistočnoj Kaliforniji. Najsrodniji mu je atsugewi. Od 1 000 etničkih Achomawija tek oko 10 osoba (1997 Nevin) govori ovim jezikom. U prošlosti postojalo je 9 dijalekata kojim su se služile njihove skupine Ajumawi na Fall River; Astakiwi (Astariwawi), Hot Springs Valley (s Hantiwi, zapadno od Canbyja); Atuami (Atwamsini) na Big Valley; Hamawi (Hammawi), na South Fork of Pit River; Hewisedawi; Ilmawi, Pit River, nasuprot Fort Crooka; Itsatawi; Kosalektawi (Kosalextawi); Madehsi (Madesi), na Pit Riveru, duž Big Benda.

### Rječnik
Engleski (Francuski) 	Achumawi ... Hrvatski
- One (Un) 	Hamís ... jedan
- Two (Deux) 	Haq ... dva
- Three (Trois) 	Cásti ... tri
- Four (Quatre) 	Hatáma ... četiri
- Five (Cinq) 	Latú ... pet
- Man (Homme) 	Yálíyú ... čovjek
- Woman (Femme) 	Amitéucan ... žena (bilo čija)
- Dog (Chien) 	Cahómaka ... pas
- Sun (Soleil) 	Col ... sunce
- Moon (Lune) 	Col ... mjesec
- Water (Eau) 	As ... voda
- White (Blanc) 	Tíwicí ... bijela
- Yellow (Jaune) 	Makmakí ... žuta
- Red (Rouge) 	Taxtaxí ... crvena
- Black (Noir) 	Hookíci ... crna[2]

## Vanjske poveznice
- Ethnologue (14th)
- Ethnologue (15th)
- MultiTree
- Achomawi jezik[neaktivna poveznica]